# Nambaan
Nambaan is een bestuurslaag in het regentschap Kediri van de provincie Oost-Java, Indonesië. Nambaan telt 4089 inwoners (volkstelling 2010).